# Meyliservet Kadınefendi
Meyliservet Kadınefendi (cca 1854? – 3. prosince 1903) byla konkubína osmanského sultána Murada V.

## Mládí
Narodila se okolo roku 1854, původem byla Čerkeska. Měla starší sestru, která byla manželkou ambasadora v Římě. Ta ji vzala s sebou do Itálie a poskytla jí perfektní výchovu. Naučila se několik jazyků. Poté, co byla v Itálii více než osm let, se obě sestry vrátily do Istanbulu, kde žily samy. Meyliservetina sestra upoutala pozornost Refie Sultana. Šla společně s ní do paláce za princeznou. Meyliservet se velmi líbil život v paláci a tak se rozhodla, že již neodejde. Princezna Refia ji vzala do svých služeb a dala jí speciální výcvik.

## Manželství
Uběhlo několik měsíců a na dovolenou přijel na návštěvu princ Murad do paláce své sestry. Meyliservet na něj čekala, aby si jí všiml. Refia poslala Meyliservet do paláce Dolmabahçe, kde se za Murada v červnu 1874 provdala. Získala titul čtvrté princezny (Meyliservet Dördüncü Hanım). V červenci 1875 porodila své jediné dítě, svou dceru Fehime Sultan.
Po sesazení sultána Abdulazize v roce 1876 nastoupil Murad na trůn. Murad vládl tři měsíce, než byl sesazen a uvězněn, protože byl duševně nemocný. Jeho nevlastní bratr Abdulhamid II. nastoupil na trůn. Jeho rodinu společně s Meyliservet držel v zajetí v paláci Çırağan.

## Smrt
Meyliservet zemřela po krátké nemoci v paláci Çırağan v prosinci 1903.